# World Skate Europe Rink Hockey
World Skate Europe Rink Hockey, già Comité Européen de Rink-Hockey, è l'organismo di regolamentazione dell'hockey su pista in Europa. Afferisce a World Skate Europe, la confederazione continentale delle discipline rotellistiche.

## Storia
Si svolsero a Viareggio, tra il 6 settembre e il 7 settembre 1975, e a Montreux il 19 aprile 1976 le riunioni preliminari per la nascita dell'organizzazione. A Oviedo il 27 settembre 1976 si tenne la prima riunione ufficiale.

## Presidenti C.E.R.H. / World Skate Europe Rink Hockey
| Anno      | Presidente     |
| --------- | -------------- |
| 1976→1988 | Joop C. Brujin |
| 1988→1992 | GJoel Retureau |
| 1992→1996 | Carlos Bica    |
| 1996→2004 | Carlos Sena    |
| 2004→2012 | Carlos Graça   |
| 2012→     | Fernando Graça |

## Federazioni affiliate
- Andorra
- Austria
- Belgio
- Francia
- Germania
- Inghilterra
- Israele
- Italia
- Paesi Bassi
- Portogallo
- Spagna
- Svizzera